# Finette Cendron

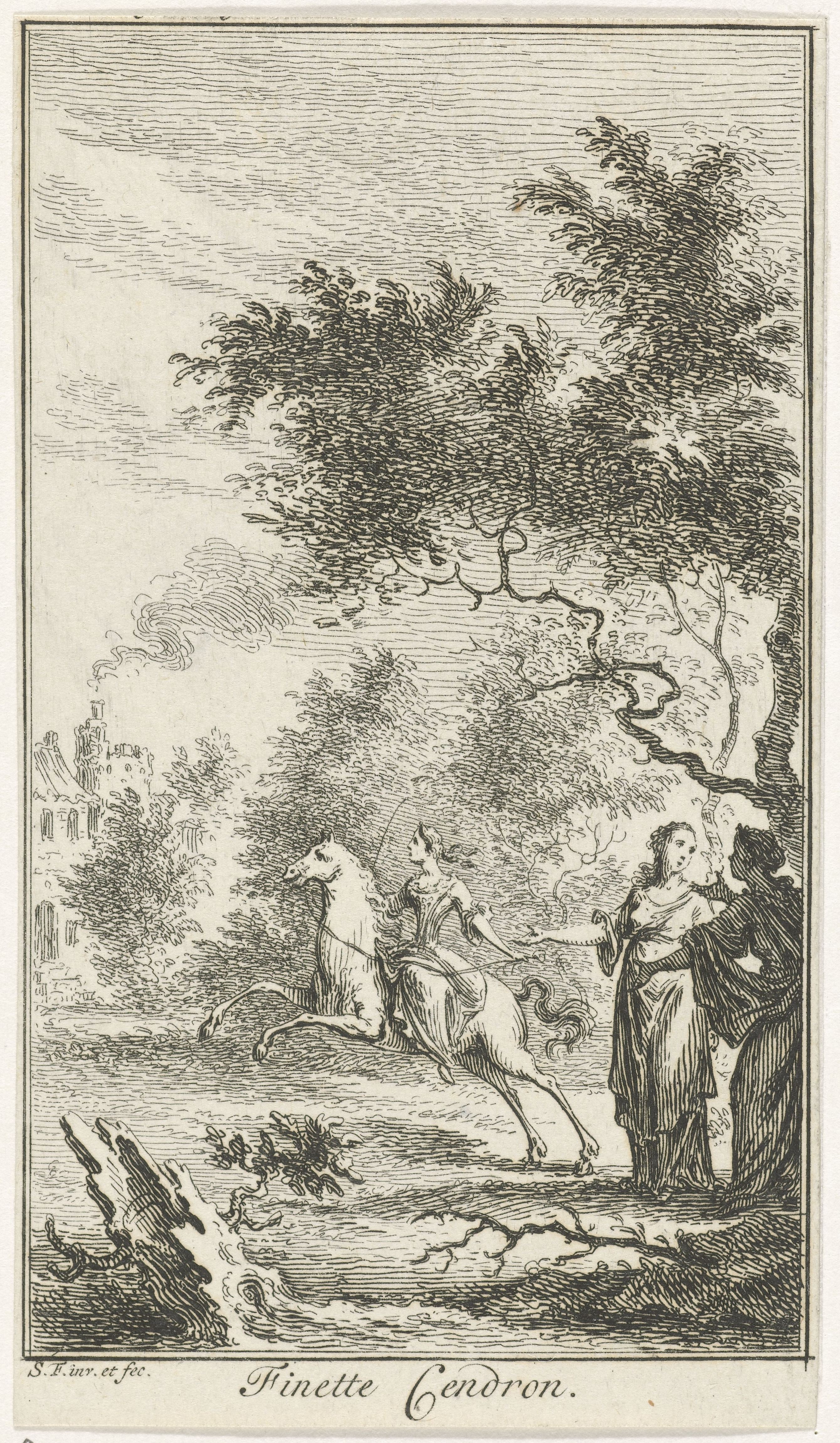
Finette Cendron à cheval.

Finette Cendron est un conte de fées publié en 1698 par Marie-Catherine d'Aulnoy dans le recueil intitulé Contes nouveaux ou Les Fées à la mode. 
Classifiée type 510A dans la classification Aarne-Thompson, c'est une des nombreuses variantes de la figure de Cendrillon, qu'on retrouve notamment dans le conte de Charles Perrault Cendrillon ou la Petite Pantoufle de verre, publié en 1697.

## Contexte
Finette Cendron est le deuxième conte inséré dans Don Gabriel Ponce de Leon, première nouvelle espagnole du premier recueil, les Contes des fées.
« Finette» fait à la fois allusion à « Poucet » de Perrault et à la « Finette » de l’Adroite Princesse ou les aventures de Finette de Marie-Jeanne L'Héritier de Villandon, et « Cendron » à « Cendrillon ». Elle est une version féminine de Cendrillon.

## Résumé
Un roi et une reine se trouvent ruinés et sont acculés à gagner leur vie. La reine propose au roi de prendre du gibier à la chasse et des poissons à la pêche à l'aide de filets et de ligne qu'elle confectionnera elle-même, et de se débarrasser de leurs trois filles qui sont paresseuses et se croient de grandes dames.
La plus petite des trois filles, Finette, écoute par le trou de la serrure et, apprenant le sort qui lui est réservé, décide de se rendre auprès de la fée Merluche sa marraine. En chemin, elle tombe de fatigue mais sa marraine lui envoie un beau cheval d'Espagne qui l'amène à la grotte où demeure la fée. La fée lui confie une pelote de fil incassable dont il lui suffira d'attacher un bout à la porte de la maison ; ainsi, en remontant le fil, elle pourra toujours revenir chez ses parents.
Le lendemain, la reine réveille les trois princesses appelées Fleur-d'Amour, Belle-de-Nuit et Fine-Oreille (dite Finette) et leur dit qu'elle a rêvé durant la nuit qu'elles devaient aller voir sa sœur. Elles marchent près de mille lieues mais Finette a bien soin de dérouler derrière elle sa bobine de fil. Lorsque la reine pense qu'elles ne retrouveront jamais leur chemin, elle les fait dormir dans un grand bois et leur fausse compagnie. Finette se réveille et songe à abandonner ses sœurs mais elle préfère les réveiller et leur raconter l'histoire. Elles promettent à Finette de lui donner leurs plus beaux jouets si elle les ramène chez leurs parents.
Les princesses se mettent en route et reviennent à la maison peu de temps après leur mère. Avant d'entrer elles surprennent une conversation entre la reine et le roi dans laquelle celui-ci regrette surtout la perte de Finette. Retirées dans leur chambre, Finette demande à ses sœurs les jouets qu'elles lui ont promis mais, furieuses de voir que le roi ne les regrette pas, les deux sœurs la battent avec leurs quenouilles. Finette surprend une nouvelle conversation entre le roi et la reine qui se promet cette fois de les mener dans un endroit dont elles ne reviendront pas.
Finette retourne chez la fée Merluche qui lui donne un sac de cendre qu'elle doit porter devant elle en le secouant ; il lui suffira, pour revenir, de suivre la trace de ses pas imprimés dans la cendre. Mais elle lui interdit de faire profiter ses sœurs de ce stratagème car elles sont trop malicieuses. 
Le lendemain, la reine engage ses filles à la suivre pour aller cueillir des plantes médicinales nécessaires à la santé du roi. Un soir qu'elles sont endormies, la reine leur fausse compagnie. Finette réveille ses sœurs et leur dit que la fée lui a procuré le moyen de retourner chez ses parents mais lui a défendu de les en faire profiter. Les deux sœurs la supplient et la cajolent si bien que Finette se laisse fléchir et que toutes trois reviennent auprès du roi et de la reine.
Durant la nuit, le roi et la reine complotent de les abandonner dans quelque désert. Finette, qui n'a rien perdu de leur conversation, craint de retourner chez sa marraine à qui elle a désobéi en ramenant ses deux sœurs. Belle-de-Nuit suggère de se munir de pois qu'elles sèmeront le long du chemin. Fleur-d'Amour et Belle-de-Nuit remplissent donc leurs poches de pois tandis que Finette prend un sac plein de beaux habits et d'une petite boîte garnie de diamants qui lui a été donné par sa marraine. Le lendemain matin, la reine leur annonce qu'elle va les conduire dans un pays où trois princes les attendent pour les épouser. Elles se mettent en route et la reine leur fausse compagnie durant une nuit noire.
Lorsque les princesses se réveillent, elles veulent suivre la trace des pois, mais les pigeons les ont mangés. Elles cherchent de la nourriture et ne trouvent qu'un gland que Finette engage ses sœurs à planter. Elles s'efforcent de faire croître le chêne. Finette monte régulièrement au sommet du chêne sans rien entrevoir de particulier. Ses sœurs découvrent qu'elle a amené avec elle des habits et des diamants. Un jour, Finette, montant au sommet de l'arbre, leur annonce qu’elle voit un palais d'émeraude et de diamant. Ses sœurs, en montant à leur tour à l'arbre, doivent se rendre à l'évidence. Elles décident de s'y rendre et Fleur-d'Amour et Belle-de-Nuit revêtent les riches habits apportés par Finette de sorte qu'il ne reste rien pour celle-ci. 
Dans cet équipage – Fleur-d'Amour et Belle-de-Nuit toutes parées et Finette ressemblant à une souillon – elles approchent du palais. Elles frappent à la porte une vieille horrible leur ouvre la porte et leur apprend que c'est le château d'un ogre dont elle est la femme. Elle leur dit que par bonté, au lieu de les livrer à son mari qui ne ferait d'elles qu'une bouchée pour son déjeuner, elle va se les garder pour elle ce qui leur permettra de vivre deux ou trois jours de plus. L'ogresse les attrape et les jette dans une cave pleine de crapauds et de couleuvres.
L'ogre, sentant la chair fraîche, exige de voir les captives et de les manger sur le champ. Mais l'ogresse le persuade qu'elles seraient bien employées à mettre de l'ordre dans la maison et qu'il pourra toujours les manger lorsqu'il lui en prendra la fantaisie. En réalité, elle se propose de les manger elle-même lorsque son mari sera à la chasse.
Les princesses sont mises à la besogne domestique. Finette fait chauffer le four et, sous prétexte d'en éprouver la chaleur, y fait entrer l'ogre par ruse et l'y enferme. Fleur-d'Amour et Belle-de-Nuit consolent l'ogresse et lui proposent de la parer et, pendant qu'elles font sa toilette, Finette la tue d'un coup de hache. Les princesses se réjouissent et se rendent maîtres du palais des ogres. Fleur-d'Amour et Belle-de-Nuit veulent faire de Finette leur servante. Elle frotte les parquets pendant que ses sœurs vont au bal. 
Un soir, alors que Finette est assise sur un monceau de cendres dans la cheminée, elle trouve entre deux pierres une petite clé qu'en la nettoyant elle trouve d'or. Elle cherche et trouve la cassette que la clé ouvre dans laquelle se trouvent habits, diamants, dentelles, rubans qui lui permettent de se parer et de se rendre au même bal que ses sœurs sans se faire remarquer, où elle surpasse toutes les dames présentes. Elle se fait appeler Cendron. Ses sœurs, folles de jalousie, ne la reconnaissent pas dans ses nouveaux atours. Mais dès que le bal est près de finir, Cendron s'enfuit et revêt à nouveau ses guenilles. 
Un jour, en rentrant du bal, Finette laisse tomber une de ses mules de velours rouge, brodée de perles. Le prince Chéri, fils aîné du roi, trouve la mule et promet de n'épouser que celle à qui elle appartient. Par tout le royaume, on cherche la propriétaire de la mule. Finette s'habille magnifiquement pour concourir et trouve devant sa porte le cheval d'Espagne envoyé par sa marraine la fée. En dépassant ses sœurs, qui cette fois la reconnaissent, le cheval les éclabousse de boue et Finette leur dit : « Altesses, Cendrillon vous méprise autant que vous le méritez ». Elle arrive au palais, chausse la mule. Le roi, la reine et le prince la supplient de se laisser épouser. Elle leur raconte son histoire et ils redoublent de joie en apprenant qu'elle est née princesse. Le roi a conquis les états du père de Finette et celle-ci lui fait promettre de les lui rendre. Elle pardonne à ses sœurs arrivées sur ces entrefaites et qui, leurs parents étant remontés sur leur trône, deviendront également reines.